# United Old Road Jets FC
El Old Road United Jets, es un equipo de fútbol de San Cristóbal y Nieves que juega en la SKNFA Superliga, la primera división de fútbol del país.

## Historia
Su historia documentada se remonta a la temporada 2015-16 donde el club es campeón de la SKNFA Primera División derrotando a Sandy Point 2-1 en la final, obteniendo el ascenso a la SKNFA Superliga. El siguiente torneo, queda en 9.º puesto y desciende a segunda división de nuevo.
Pero al siguiente año, en la temporada 2017-18 logra el ascenso de nuevo quedando en 2.º lugar (subcampeón) y volviendo a la SKNFA Superliga donde ha continuado compitiendo hasta la actualidad.

## Palmarés
- SKNFA Primera División: 1

2015/16